# L’Haÿ-les-Roses
L’Haÿ-les-Roses ist eine französische Stadt mit 31.338 Einwohnern (Stand 1. Januar 2022) im Umland von Paris.
Die Stadt ist eine Unter-Präfektur des Départements Val-de-Marne und Sitz des Arrondissements L’Haÿ-les-Roses.
Die Stadt hat sechs Stadtviertel (quartiers). Dies sind Lallier-Bicêtre, Petit-Robinson, Vallée-aux-Renards, Jardin Parisien, Blondeaux und Centre.

## Geografische Lage
Die Stadt liegt 8,5 Kilometer südlich des Pariser Stadtzentrums.

## Geschichte
Der Ort wurde in einer Urkunde von Karl dem Großen 798 als Laiacum oder Lagiacum erwähnt. Es wird angenommen, dass der Name auf einen früheren gallorömischen Grundbesitzer zurückgeht und mit „Besitz des Lagius“ zu deuten ist. Später nannte man den Ort Laï, Lay dann Lahy und dann bis in das 20. Jahrhundert hinein L’Haÿ (weiteres zu dem seltenen Buchstaben „Ÿ“).
Im 13. Jahrhundert besaß das im Bourg Saint-Marcel vor den Toren von Paris angesiedelte Kollegiatstift St. Marcel Lehensgüter und Manus-mortua-Güter in Laï. Im Jahr 1238 entließen die Kanoniker dort, in Ivry und in Theodosim (Thiais) insgesamt 150 Untertanen oder mani sowie ihre Frauen, Kinder und weitere Nachkommen aus der Leibeigenschaft.
1899 gestaltete Jules Gravereaux (1844–1916), einer der Gründer der Kaufhauskette „Bon Marché“, hier das Rosarium Roseraie du Val-de-Marne. Der Rosengarten wurde überregional bekannt und daher wurde die Stadt im Mai 1914  zu Ehren des berühmten Rosariums offiziell in L’Haÿ-les-Roses ("L’Haÿ-die-Rosen") umbenannt.

## Verkehr
Die Stadt liegt an der Autoroute A6 (E15), die von Paris nach Lyon führt. Einige Kilometer südlich liegt der internationale Flughafen Paris-Orly.
Der nächste Bahnhof der S-Bahn Réseau express régional d’Île-de-France liegt in der Nachbargemeinde Bourg-la-Reine (Linie RER B) etwa 1,7 km westlich von L’Haÿ-les-Roses. Seit 2024 existiert zudem der U-Bahnhof L’Haÿ-les-Roses der U-Bahnlinie 14, der sich im östlichen Stadtgebiet befindet.

## Sehenswürdigkeiten
Siehe auch: Liste der Monuments historiques in L’Haÿ-les-Roses
- Parc Départemental de la Roseraie (das älteste noch bestehende Rosarium)
- Musée de la Rose

## Städtepartnerschaften
- Bad Hersfeld, Deutschland (seit 1979)
- Omagh, Nordirland (Vereinigtes Königreich) (seit 1996)

## Hier geboren
- Hervé Dagorné (* 1967), Radrennfahrer
- Franck Lagorce (* 1968), Automobilrennfahrer
- Kalidou Sow (* 1980), Pokerspieler
- Clémence Poésy (* 1982), Schauspielerin und Model
- Alaixys Romao (* 1984), togoischer Fußballspieler